# Limina
Limina es una localidad italiana de la provincia de Mesina, región de Sicilia, con 914 habitantes. situado en las montañas Peloritani.

Ubicación de la ciudad de Limina dentro de la provincia de Mesina.

## Evolución demográfica
| Gráfica de evolución demográfica de Limina entre 1861 y 2001 |
|                                                              |
| Fuente ISTAT - Elaboración gráfica por parte de Wikipedia    |